# لاسلو كراسناهوركاي
لاسلو كراسناهوركاي (بالمجرية: Krasznahorkai László)‏ (5 يناير 1954) روائي هنغاري فاز بجائزة مان بوكر الدولية عام 2015 عن رواية “ميلانخوليا المقاومة”.

## روابط خارجية
- لاسلو كراسناهوركاي على موقع IMDb (الإنجليزية)
- لاسلو كراسناهوركاي على موقع مونزينجر (الألمانية)
- لاسلو كراسناهوركاي على موقع قاعدة بيانات الأفلام العربية
- لاسلو كراسناهوركاي على موقع ألو سيني (الفرنسية)
- لاسلو كراسناهوركاي على موقع أول موفي (الإنجليزية)
- لاسلو كراسناهوركاي على موقع قاعدة بيانات الأفلام السويدية (السويدية)
- لاسلو كراسناهوركاي على موقع قاعدة بيانات الفيلم (الإنجليزية)
- لاسلو كراسناهوركاي على موقع كينوبويسك (الروسية)